# West Terre Haute
West Terre Haute é uma cidade  localizada no estado americano de Indiana, no Condado de Vigo.

## Demografia
Segundo o censo americano de 2000, a sua população era de 2330 habitantes.
Em 2006, foi estimada uma população de 2247, um decréscimo de 83 (-3.6%).

## Geografia
De acordo com o United States Census Bureau tem uma área de 2,0 km², dos quais 2,0 km² cobertos por terra e 0,0 km² cobertos por água.

## Localidades na vizinhança
O diagrama seguinte representa as localidades num raio de 20 km ao redor de West Terre Haute.